# Pieter Burman der Jüngere

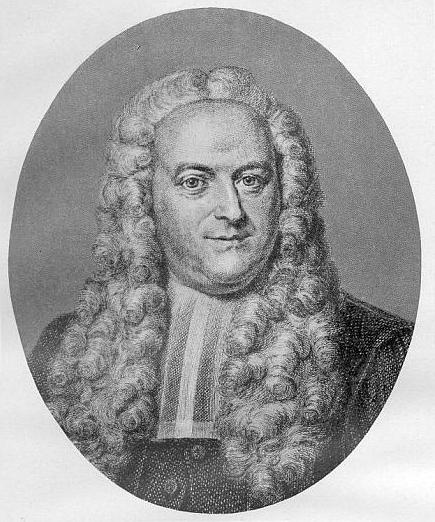
Pieter Burman der Jüngere

Pieter Burman (auch Pieter Burmann und Petrus Burmannus; * 23. Oktober 1713 in Amsterdam; † 24. Juni 1778 in Santhorst bei Wassenaar), der sich selbst der Jüngere (Secundus) nannte, um sich von seinem Onkel, Pieter Burman dem Älteren, zu unterscheiden, war ein niederländischer Philologe.

## Leben
Burmann war der jüngste Sohn von Frans Burman und dessen Frau Elizabeth (geborene Thierens, 31. Mai 1677–20. November 1713). Seine Mutter starb wenige Tage nach seiner Geburt. Er verlor 1719 auch seinen Vater, so dass er von seinem Onkel Pieter Burman erzogen wurde. wurde von seinem Onkel an der Universität Leiden unterrichtet und studierte anschließend Recht bei Carl Andreas Duker und Arnold Drakenborch an der Universität Utrecht. 1735 erhielt er den Lehrstuhl für Redekunst und Geschichte an der Universität Franeker, der 1741 um den für Dichtkunst erweitert wurde. Im darauffolgenden Jahr verließ er Franeker, um in Amsterdam Professor für Geschichte und Philologie am Athenaeum Illustre Amsterdam zu werden. Dort wurde er nach und nach Professor für Dichtkunst (1744), oberster Bibliothekar (1752) und Inspektor des Gymnasiums (1753). Im Jahr 1771 wurde er zum Mitglied der Leopoldina gewählt. 1777 ging er in den Ruhestand.
In der Art und Richtung seiner Studien erinnert er an seinen berühmteren Onkel, aber auch in seiner streitsüchtige Veranlagung, die ihn in Auseinandersetzungen mit seinen Zeitgenossen, vor allem den Utrechter Historiker Christoph Saxe und den Göttinger Philologen Christian Adolph Klotz, verwickelte. Er verfügte über umfangreiches Wissen und hatte ein großes Talent für die lateinische Poesie. Seine wertvollsten Arbeiten sind:
- die Anthologia Veterum Latinorum Epigrammatum et Poematum (1759–1763),
- Aristophanis comoediae Novem (1760) sowie
- die Rhetorica.

Er vervollständigte die Ausgaben der Werke Vergils (1767) und Claudians (1760), die sein Onkel unfertig hinterlassen hatte, und begann eine Properz-Ausgabe, eine seiner besten Arbeiten, die bei seinem Tod jedoch nur zur Hälfte gedruckt war. L. van Santen komplettierte und veröffentlichte sie 1780.